# 꽃매미

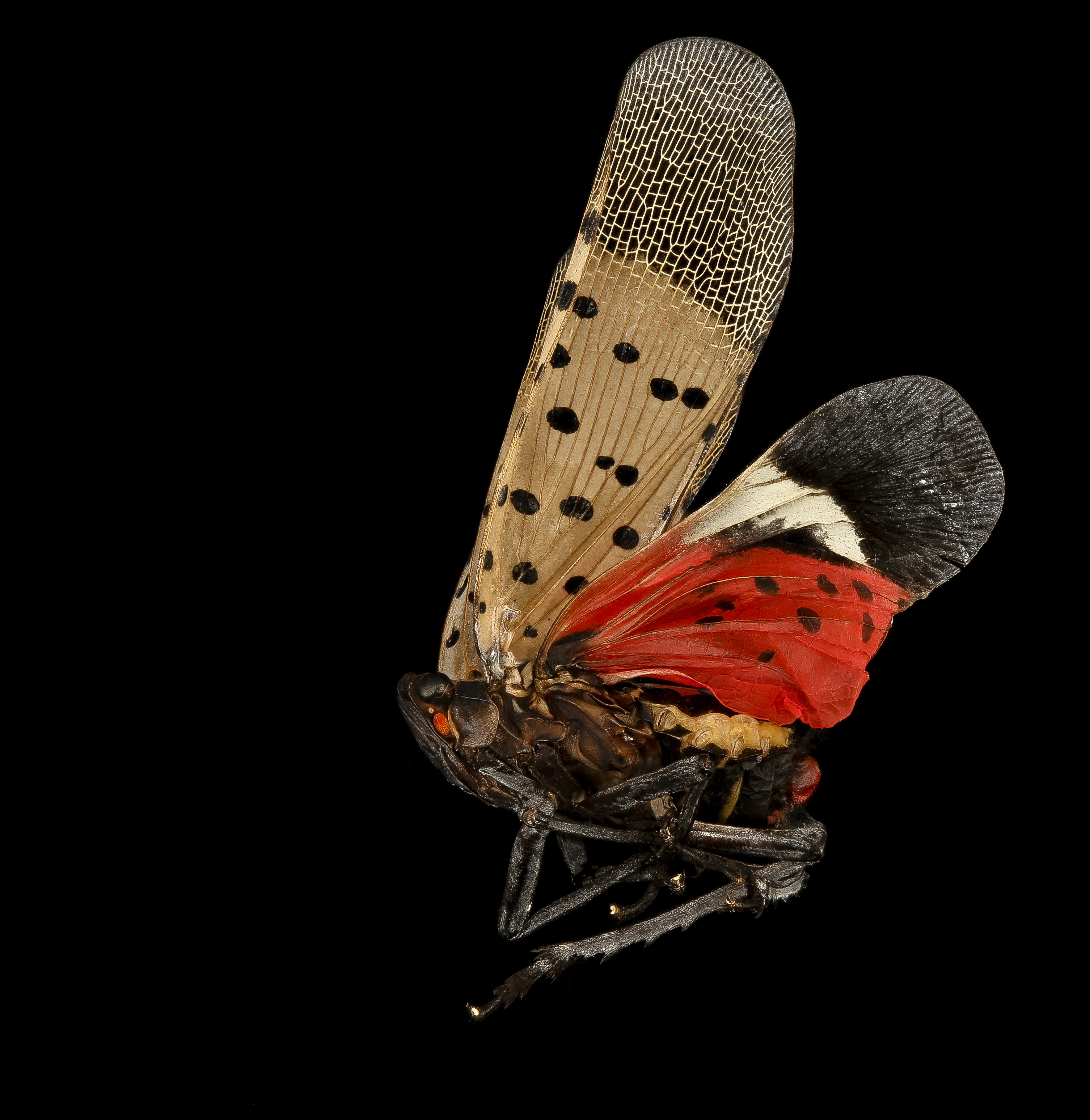
꽃매미의 옆모습

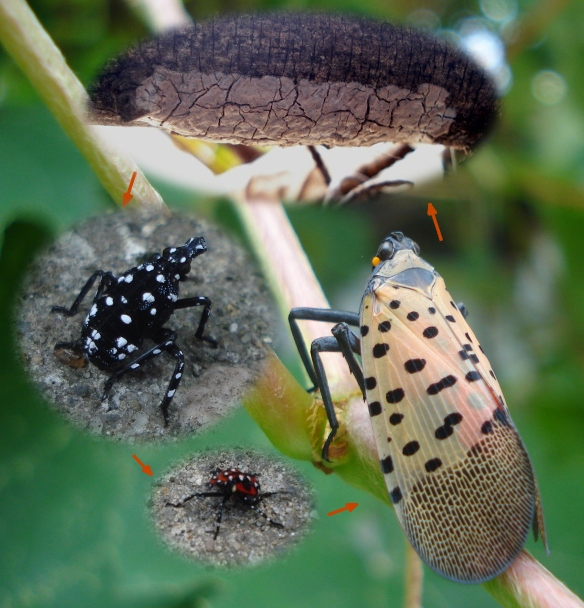
꽃매미의 한살이. 시계 반대방향으로 알집, 어린 약충, 종령 약충, 성충의 모습이다.

꽃매미 또는 주홍날개꽃매미는 노린재목 꽃매미과에 속하는 곤충이며, 매미아목에 속하지만 매미보다는 뛰는 방식이나 생활방식 등이 매미충 종류에 가깝다. 주로 중화인민공화국 남부와 동남아시아 일대를 주요 서식지로 하며, 주로 포도나무 열매와 가죽나무를 해치는 해충이다.나무수액 에서 독을 얻어 "칸타리딘"이라는 독성 물질이 체내에 조금있다. 꽃매미라는 이름보다는 '중국매미'라는 별명으로 더 알려져 있다. 대한민국의 생태계교란 야생생물로 지정되어 있다.

## 서식

### 외국
꽃매미의 주요 서식지는 중국 중남부, 베트남, 대만, 인도 등 아시아 일대를 중심으로 서식하고 있다 2014년에는 미국 펜실베이니아에서 처음 발견되어 퇴치 노력에도 불구하고 뉴저지, 필라델피아, 버지니아, 델라웨어, 메릴랜드 등 주변 지역으로 빠르게 영역을 넓히며 심각한 피해를 입히고 있다.

### 대한민국
- 1932년 일본인 곤충학자가 남긴 기록에 당시 대한민국에 꽃매미가 서식했다는 기록 있음. 한국 내에서의 꽃매미에 관한 가장 오래된 기록.[5]
- 1979년 꽃매미가 대한민국에서 최초로 목격되었다.[2]
- 2006년부터 관악산과 천안시, 청주시 등지에서 가죽나무를 위주로 발생되었다.[2]
- 2007년 포도과원에서도 최초의 피해 기록이 있었다.[2]
- 2008년 8월 초순을 기준으로 경기도 고양시, 경상북도 영천시, 충청북도 청주시, 충청남도 (천안시, 아산시, 연기군), 전라북도 정읍시 등 91ha의 포도나무 과수원에서 발생하여 꽃매미의 피해사례가 보고되었다. 9월 초순 대한민국 전역에서 포도와 배, 사과, 복숭아 등에 42ha가 발생한 것으로 확인되었다. 주로 경기도와 충남, 충북, 전북지역에 피해가 특히 심했다.[2]
- 2009년 대한민국의 꽃매미 발생면적은 2.9천ha이다.[6]
- 2010년 대한민국의 꽃매미 발생면적은 8.4천ha, 발생지역은 48개 시군이다.[6]
- 2011년에는 꽃매미의 알집이 지난 겨울 한파로 대부분 얼어 죽으면서 지난 해보다 발생 면적과 밀도가 대폭 줄어들었다. 하지만 그 후에도 2014년, 2015년에 많이 행동했다. 크게 줄어들진 않았다.[7][8]

## 피해
산림에서 서식하다가 포도, 배, 복숭아 등 과수에 피해를 입히고 있다. 유충과 성충은 나무의 즙액을 빨아서 성장을 저해하고, 피해가 심한 줄기는 죽는다. 많은 양의 분비물 배설로 그을음병을 유발하여 과실의 품질이 저하된다.또한 생태계에 좋은 영향을 주지 않아 생태계교란동식물12종에 포함되어 있다. 성충과 약충 모두 과수원이나 야산의 다양한 나무에 모여 즙을 빤다.

## 방제

### 농약 살포
1～3령 약충기간인 5월 상순부터 6월 중순까지가 방제 적기이므로 이미다클로프리드 액제(4%) 1,000배액으로 희석하여 2주 간격으로 2회 살포한다. 4령 성충은 페니트로티온, 티아클로프리드 등을 1,000배액으로 희석하여 2주 간격으로 2회 살포한다.

### 천적 이용
꽃매미는 흔히 천적이 없다고 알려져 있지만, 실제로는 거미, 사마귀, 파리매, 밀잠자리, 기생파리, 고치벌, 맵시벌, 박새, 두꺼비, 도마뱀, 쌍살벌등 곤충을 먹이로 하는 동물들의 먹이가 된다. 애벌레도 거미에게 잡아먹힌다. 하지만 워낙 수가 많은지라 만만치 않다.
2015년 토착곤충인 벼룩좀벌이 꽃매미의 알에 자신의 알을 낳는 방식으로 번식하여 천적이 됨이 발견되었다.
이후 농촌진흥청에서는 2018년 벼룩좀벌의 대량증식 방법을 찾아내었다.

### 수작업
나무줄기를 기어오르는 습성이 있기 때문에 나무밑둥 50～100 cm 부근에 끈끈이트랩을 설치하여 방제하고, 월동기에 나무껍질을 벗겨 알덩어리를 제거한 후 잔재물과 함께 불태우면 다음해 발생량을 줄일 수 있다. 하지만 나무 밑둥에 끈끈이를 붙여도 날아오르면 아무 소용이 없다. 또, 포도나무에는 다량의 농약을 뿌려야만 꽃매미를 막을 수 있다.

## 명칭
樗鷄(저계), 斑衣(반의사선)라고도 한다. '주홍날개꽃매미'라는 이름으로 널리 알려져 있지만 2010년부터 '꽃매미'가 국명이 되었으며 기존의 '꽃매미'라 불리던 종인 Limois kikuchii는 희조꽃매미로 이름이 바뀌었다. 이후 2019년 국립생물자원관 국가생물총목록에 따르면 국내종인 희조꽃매미는 학명이 Limois emelianovi Oshanin, 1908로 바뀌었다.